# Hermannroseïta
La hermannroseïta és un mineral de la classe dels fosfats, que pertany al grup de l'adelita-descloizita. Rep el nom en honor de Hermann Rose (1883–1976), cap de l'Institut Mineralògic de la Universitat d'Hamburg.

## Característiques
La hermannroseïta és un fosfat de fórmula química CaCu(PO₄)(OH). Va ser aprovada com a espècie vàlida per l'Associació Mineralògica Internacional l'any 2010. Cristal·litza en el sistema ortoròmbic. És el fosfat anàleg de la conicalcita.
Segons la classificació de Nickel-Strunz, la hermannroseïta pertany a «08.BH: Fosfats, etc. amb anions addicionals, sense H₂O, amb cations de mida mitjana i gran, (OH, etc.):RO₄ = 1:1» juntament amb els següents minerals: thadeuïta, durangita, isokita, lacroixita, maxwellita, panasqueiraïta, tilasita, drugmanita, bjarebyita, cirrolita, kulanita, penikisita, perloffita, johntomaïta, bertossaïta, palermoïta, carminita, sewardita, adelita, arsendescloizita, austinita, cobaltaustinita, conicalcita, duftita, gabrielsonita, niquelaustinita, tangeïta, gottlobita, čechita, descloizita, mottramita, pirobelonita, bayldonita, vesignieïta, paganoïta, jagowerita, carlgieseckeïta-(Nd), attakolita i leningradita.

## Formació i jaciments
Va ser descoberta a la mina Tsumeb, a la localitat de homònima de la Regió d'Otjikoto (Namíbia). Aquest indret és l'únic a tot el planeta on ha estat descrita aquesta espècie mineral.